# Гигант (Донецкая область)
Гигант (укр. Гігант) — село на Украине, находится в Покровском районе Донецкой области.
Код КОАТУУ — 1423381502. Население по переписи 2001 года составляет 3 человека. Почтовый индекс — 85611. Телефонный код — 6278.

## История
В 1945 г. постановлением Сталинского облисполкома хутор Константинополь № 2 Константинопольского сельсовета Больше-Янисольского района переименован в Гигант.
С 26 декабря 2024 года находится под контролем РФ.

## Адрес местного совета
85611, Донецкая область, Марьинский р-н, п. Дачное, ул. Логвиненко, 1а[обновить данные]